# Velkolánské
Velkolánské je část města Dašice v okrese Pardubice. Nachází se na severozápadě Dašic. V roce 2009 zde bylo evidováno 13 adres. K 1. 1. 2011 zde trvale žilo 39 obyvatel.
Velkolánské leží v katastrálním území Dašice o výměře 10,72 km2.